# Conus amabilis
Conus amabilis é uma espécie de gastrópode do gênero Conus, pertencente à família Conidae.